# Humoristán
Humoristán es un museo digital dedicado al humor gráfico que pertenece a la Fundación Gin, una entidad privada sin ánimo de lucro. La fundación con sede en Barcelona, tiene como objetivo la promoción, exhibición y difusión de todo lo que tenga que ver con el humor dibujado nacional e internacional. El periodo de tiempo estudiado por el museo va desde finales del siglo XIX hasta la actualidad. Las lenguas de comunicación son el catalán y el castellano.

## Historia
El museo abrió su web en periodo de pruebas en julio de 2015. El dibujante, escritor y director de publicaciones José Luis Martín  es su principal impulsor. Entre el equipo de redactores del museo podemos destacar el nombres de conocidos especialistas del mundo del dibujo cómo: Josep Maria Cadena, Juan García Cerrada o Lluís Solà. En el diseño, definición de concepto y en su consejo rector, en el periodo 2015-2016, podemos destacar entre otros nombres a Antoni Guiral como director de exposiciones, Jaume Capdevila Kap como asesor, Azu Micó como editora, Jordi Riera como director de contenidos y JL Martín como responsable general. El museo se presentó en sociedad en el Salón del Cómic de Barcelona el 6 de mayo de 2016 y a la prensa en la Sala de la Caritat de la Biblioteca de Cataluña el 16 de junio de 2016. En Madrid se presentó en la Fundación Diario Madrid el 22 de junio de 2016

## Publicaciones
- Un año de humor gráfico, informe Humoristan 2016 . Pdf gratuito de 46 páginas que recoge las publicaciones y exposiciones centradas en el género del humor gráfico y el cómic humorístico hechas durante el año 2016.[15][16]